# Чехословацький антикомуністичний опір

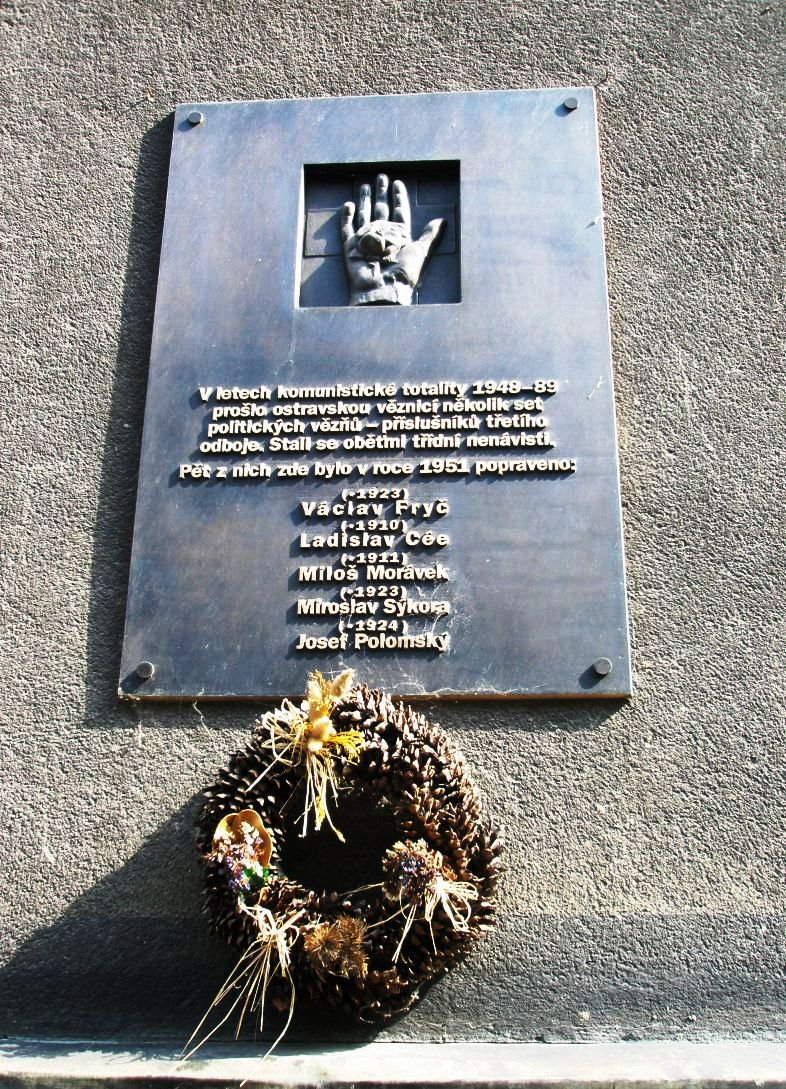
Меморіальна дошка Третьому опору. Острава

Чехословацький антикомуністичний рух опору — діяльність деяких організацій та персоналій повоєнної Чехословаччини, яка була спрямована на боротьбу з комуністичною ідеологією. В літературі та архівах також вживається назва Третій опір — на противагу Першому, який утворився під час Першої світової війни, метою якого було послаблення Австро-Угорської імперії та створення незалежної Чехословаччини, та Другому, який функціонував як антинацистський опір в 1939—1945 роках. Третій опір почав формуватись безпосередньо після Лютневого заколоту в Чехословаччині в 1948 році. Основна діяльність зменшилась до 1956 року, хоча остаточним завершенням діяльності опору вважається період Оксамитової революції.

## Закон про  незаконність комуністичного режиму та спротив йому

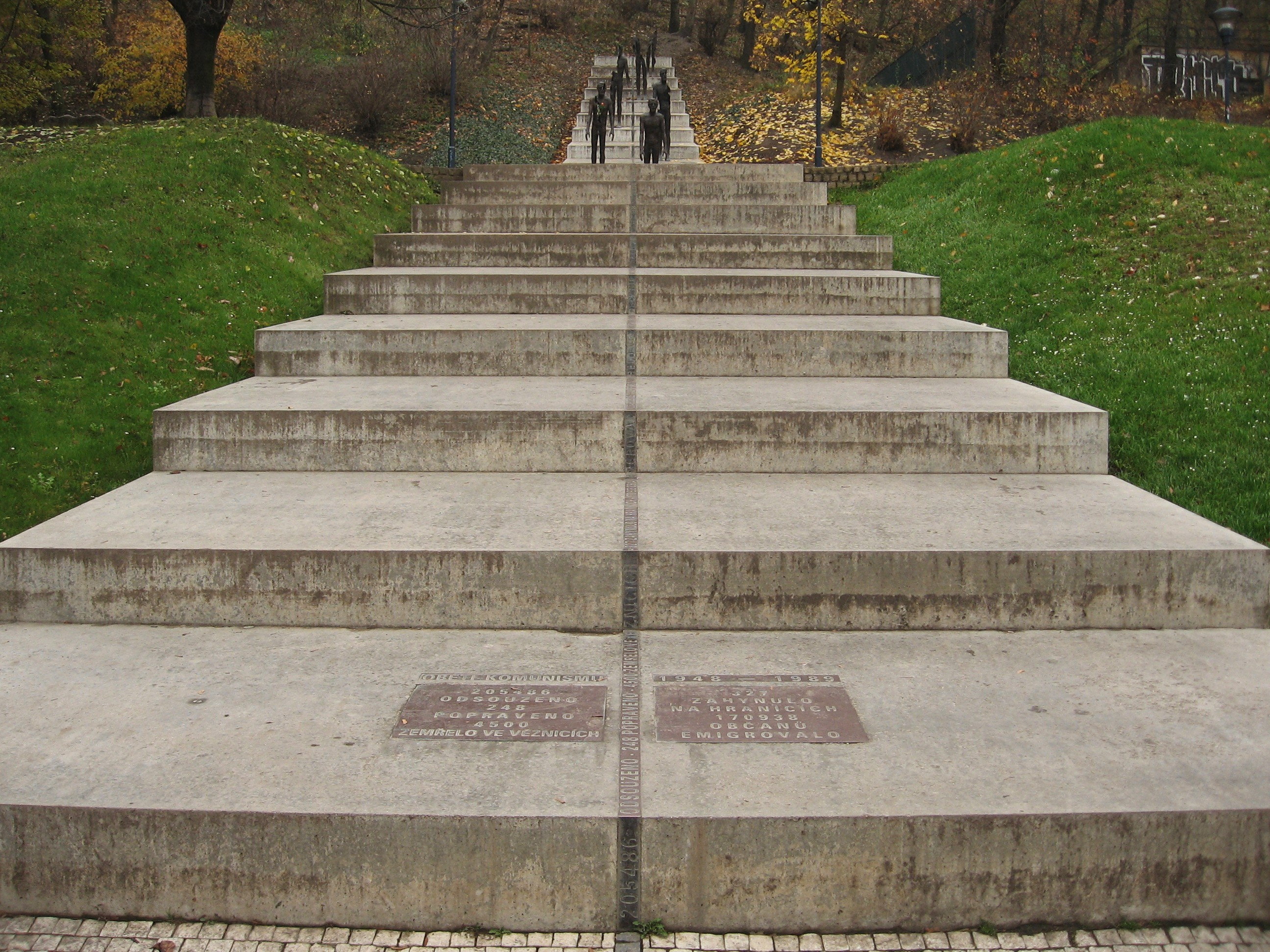
Пам'ятник жертвам комунізму, Прага

Перший закон, який засуджував комуністичний режим в Чехословаччині був Закон про незаконність комуністичного режиму та спротив йому (№ 198/1993) (чеськ. Zákon o protiprávnosti komunistického režimu a o odporu proti němu), прийнятий 9 липня 1993 року Парламентом Чехії. У законі, стверджується, що комуністичний режим, який панував у Чехословаччині з 25 лютого 1948 року по 17 листопада 1989 року , був злочинним, нелегітимним і осудливим (§ 2, п. 1) і що Комуністична партія була (як і подібні організації, засновані на її ідеології) злочинною  організацією (§ 2). Практичне значення закону мають такі частини:
- § 3, який говорить, що опір громадян проти цього режиму був законним, справедливим, морально виправданим і гідним поваги (навіть у випадку опору та союзу з іноземною державою).
- § 5, згідно з яким період комуністичного режиму не зараховується до строку давності кримінальних злочинів, якщо режим перешкоджав їх розслідуванню

З фінансової точки зору найбільш важливим можна вважати § 8, який уповноважує уряд Чеської Республіки  встановлювати одноразові або постійні доплати до пенсії, які мають на меті матеріально компенсувати невдоволення громадян, які постраждали під час режиму.

## Закон про антикомуністичний опір та спротив
20 липня 2011 року Парламент Чеської Республіки схвалив Закон № 262/2011 «Про учасників опору та спротиву комунізму» (чеськ. Zákon o protikomunistickém odboji a odporu), який набув чинності 17 листопада 2011 року, тобто символічно в річницю падіння комунізму в Чехословаччині.
Згідно з цим законом, опором та протидією комунізму вважається така діяльність, яка здійснювалася в період з 25 лютого 1948 р. по 17 листопада 1989 р., яка була вмотивована «політичними, релігійними чи морально-демократичними переконаннями» і водночас розвивалася з метою «усунути, суттєво послабити або порушити або іншим чином заподіяти шкоду комуністичній тоталітарній владі в Чехословаччині та відновити свободу і демократію» (§ 2). Для того, щоб будь-яка антикомуністична діяльність була визнана опором і протидією комунізму, вона також повинна відповідати одній із таких форм (§ 3):
- пункт 1: збройна боротьба проти комуністичного режиму в Чехословаччині, здійснення диверсій, співпраця з зовнішньою розвідкою демократичної держави, контрабанда або перетин державних кордонів з метою участі в опорі, або інші прояви хоробрості на підтримку збройних дій. За цю діяльність також можна отримати статус ветерана війни (§ 5);
- пункт 2: безперервна, довгострокова або іншим чином значна активність:

а) В авторстві петицій і публічних заяв, або їх друк і розповсюдження
б) В організації публічних виступів проти комуністичного режиму, або в іншій явно антикомуністичній діяльності
в): У політичній чи журналістській діяльності або в іншій явно вираженій антикомуністичній діяльності, яка здійснювалась за кордоном;
- пункт 3: активна участь у діяльності групи, члени якої здійснювали будь-яку з перерахованих вище дій;
- пункт 4: обіймання державних посад, які перешкоджали збереженню комуністичного режиму, якщо їх носій постраждав від серйозної форми переслідування щодо них;
- пункт 5: вищезазначена діяльність здійснювалася до 25 лютого 1948 року, якщо ця діяльність була пов'язана з ризиком, подібним до ризику після 25 лютого 1948 року.

Водночас закон передбачає (§ 4), що посвідчення учасника опору комунізму не може бути видано тим особам, які співпрацювали з комуністичними органами безпеки (Служба Державної безпеки Чехословаччини), були членами Комуністична партія Чехословаччини Комуністичної партії Чехословаччини, чи інших комуністичних організацій, а також, які здобували вищу освіту у політичних чи військових спеціальностях і водночас брали участь у зміцненні комуністичної тоталітарної влади в Чехословаччині. Ці перешкоди можна подолати лише тоді, коли буде доведено, що діяльність у спротиві комунізму була довшою, масштабнішою чи інтенсивнішою, ніж будівництво комунізму.

Посвідчення учасника опору та протидії  комунізму видає Міністерство оборони Чеської Республіки, а видача посвідчення пов'язана з фінансовою винагородою в розмірі 100 000 чеських корун для живих учасників опору та спротиву та в деяких випадках також із винагородою 50 000 чеських корун для вдови чи вдівця (§ 6). Видача свідоцтва також пов'язана з коригуванням пенсії (§ 8), або здійсненням реабілітації (§ 11). Міністерство веде облік виданих сертифікатів (§ 9). На рішення міністерства можна подати апеляцію до Комісії з етики Чеської Республіки (§ 7).

## Основні організації та групи опору
Громадські організації:
- Клуб 231
- Кліб відданих безпартійних (чеськ. Klub angažovaných nestraníků)
- Хартія 77

Мілітарний опір (озброєний опір):
- Група братів Машіних (чеськ. Skupina bratří Mašínů)
- Чорний лев 777 (чеськ. Černý lev 777)
- Світлана (чеськ. Světlana (odbojová skupina))
- Ярміла (чеськ. Jarmila)

Релігійні організації:
- Підземна церква (чеськ. Podzemní církev)
- Білий легіон (словац. Biela légia)

## Основні події та зібрання

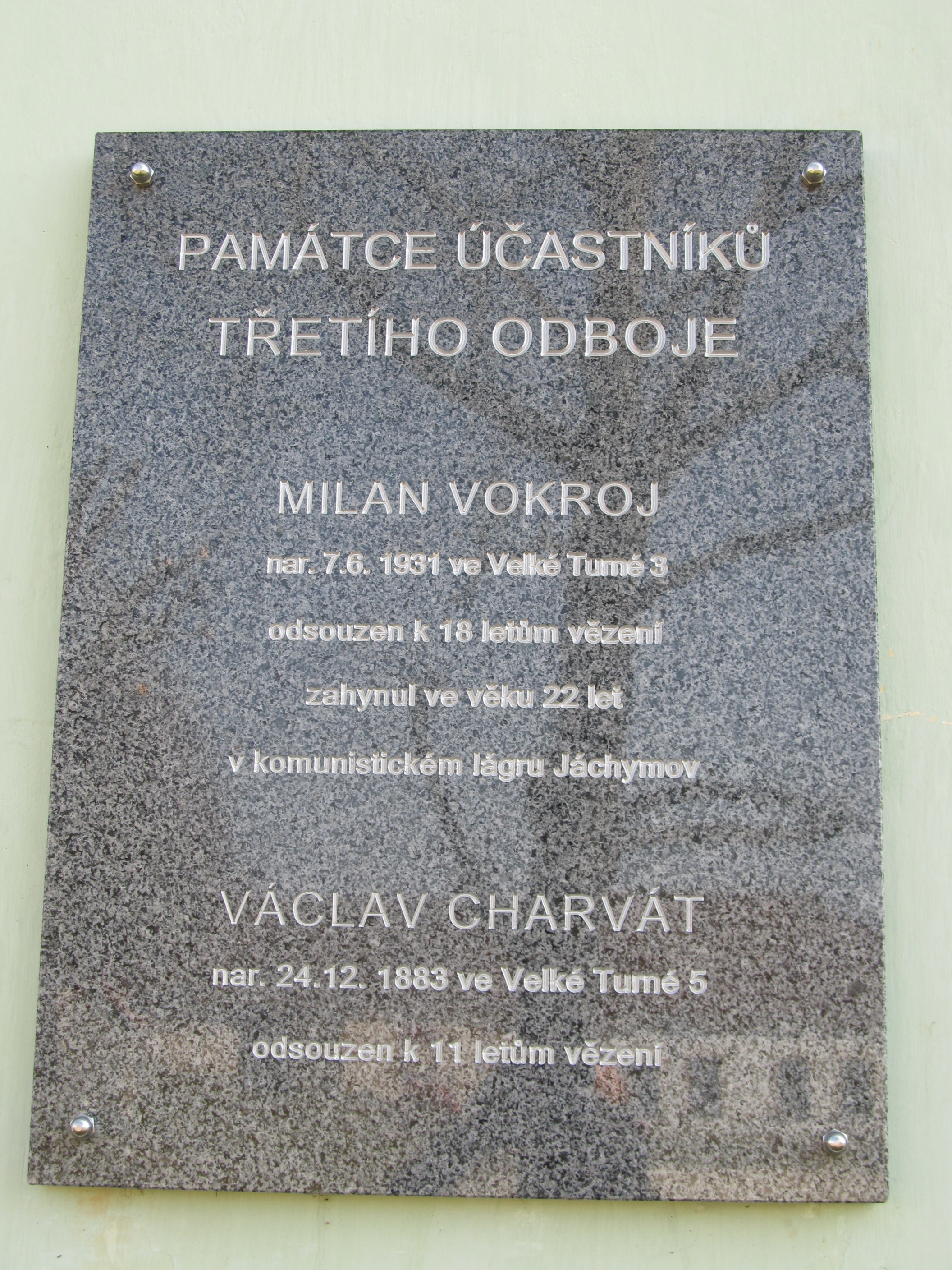
Пам'ятна дошка учаснику Третього опору Мілану Вокрою. Південночеський край, селище Велька Турна

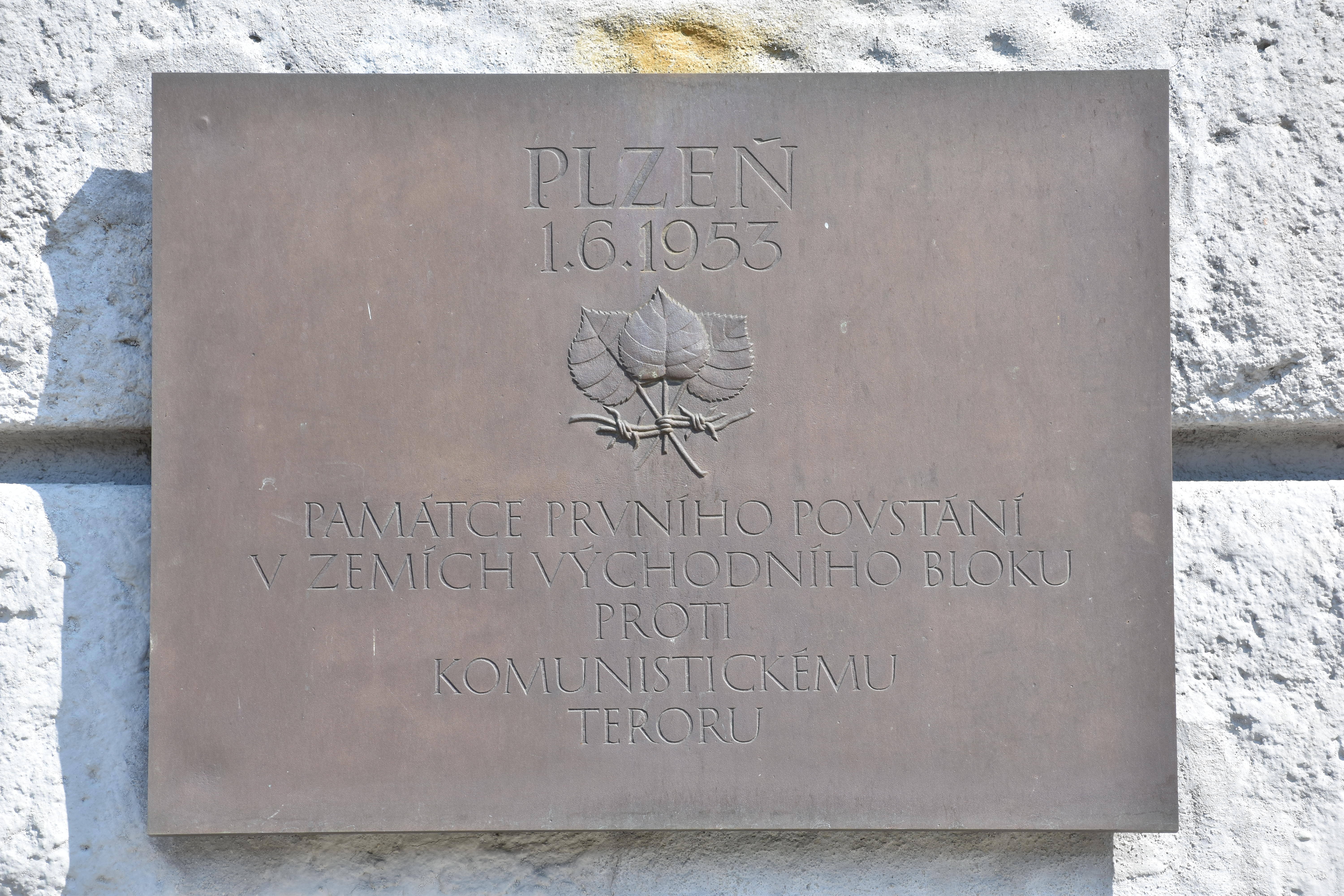
Пам'ятна дошка, датована 1 червнем 1953 року до першого повстання земель східного блоку проти комунізму. Плзень

- 1948 рік

25 лютого — 5-тисячна демонстрація студентів у Празі (переважно християнських та націонал-соціалістичних асоціацій) під час комуністичного перевороту.

червень — липень — XI загальношкільний збір Сокола

22 — 23 серпня — католицьке спортивне паломництво організації Орел на гору Гостин

8-10 вересня — похорони Едварда Бенеша

- 1949 рік

17 травня — переворот Прокеша

19 липня — Пастирський лист чехословацьких єпископів: Голос єпископів і ординаріїв до вірних у годину великого випробування

- 1953 рік

31 травня — 5 червня — Пльзеньське повстання

- 1968 рік

31 березня — створення Клуб 231

8 квітня — заснування Клубу відданих безпартійних

- 1969 рік

16 січня — Ян Палах — протест проти окупації та пасивності нації шляхом самоспалення

25 лютого — Ян Заїц — послідовник Яна Палаха — протест самоспаленням 

4 квітня — Євжен Плочек — 3-й живий факел — протест самоспаленням 

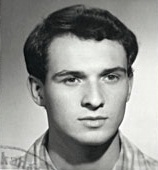
Ян Палах, фото з університетського посвідчення
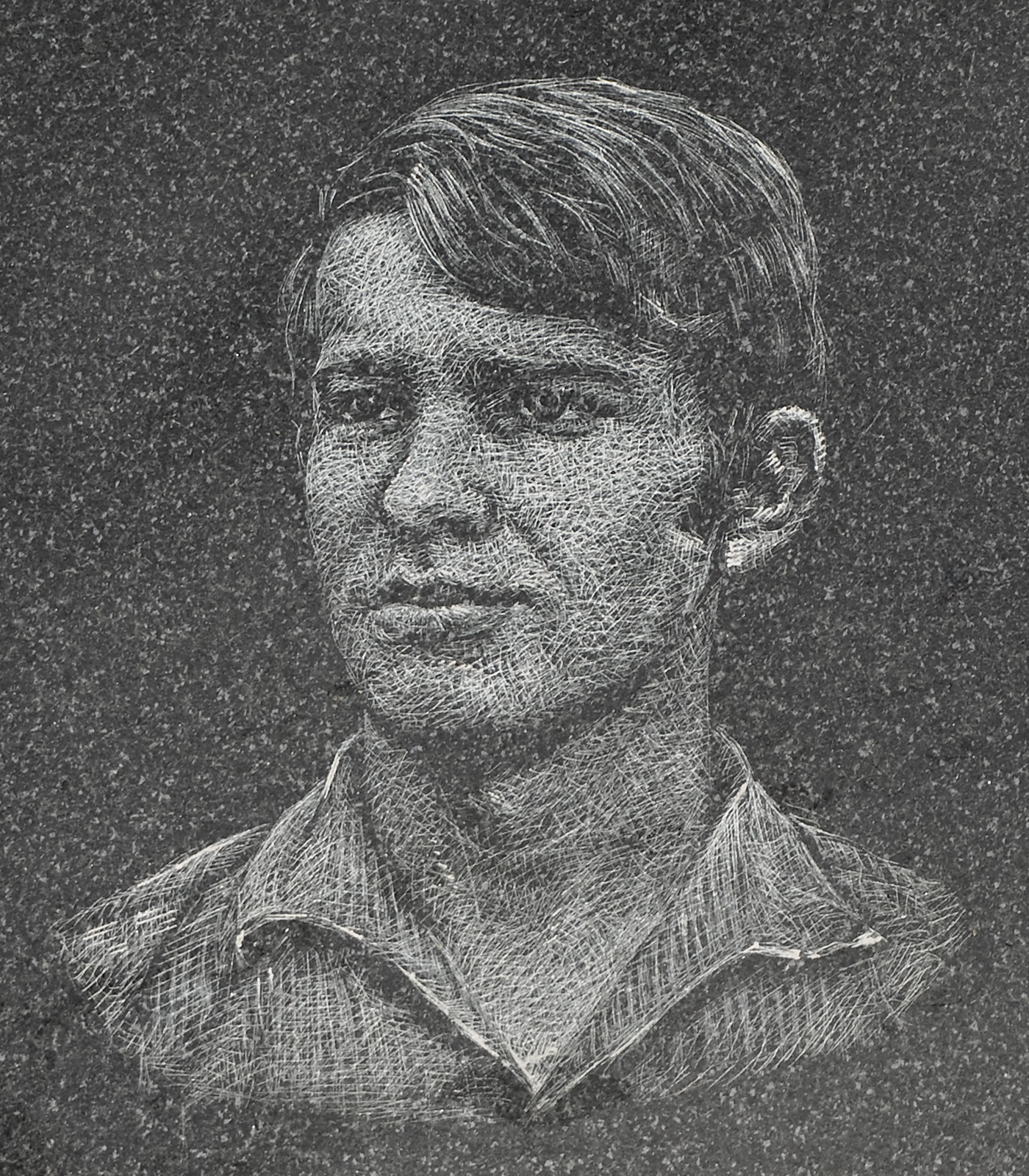
Ян Заїц - портрет на меморіальній дошці
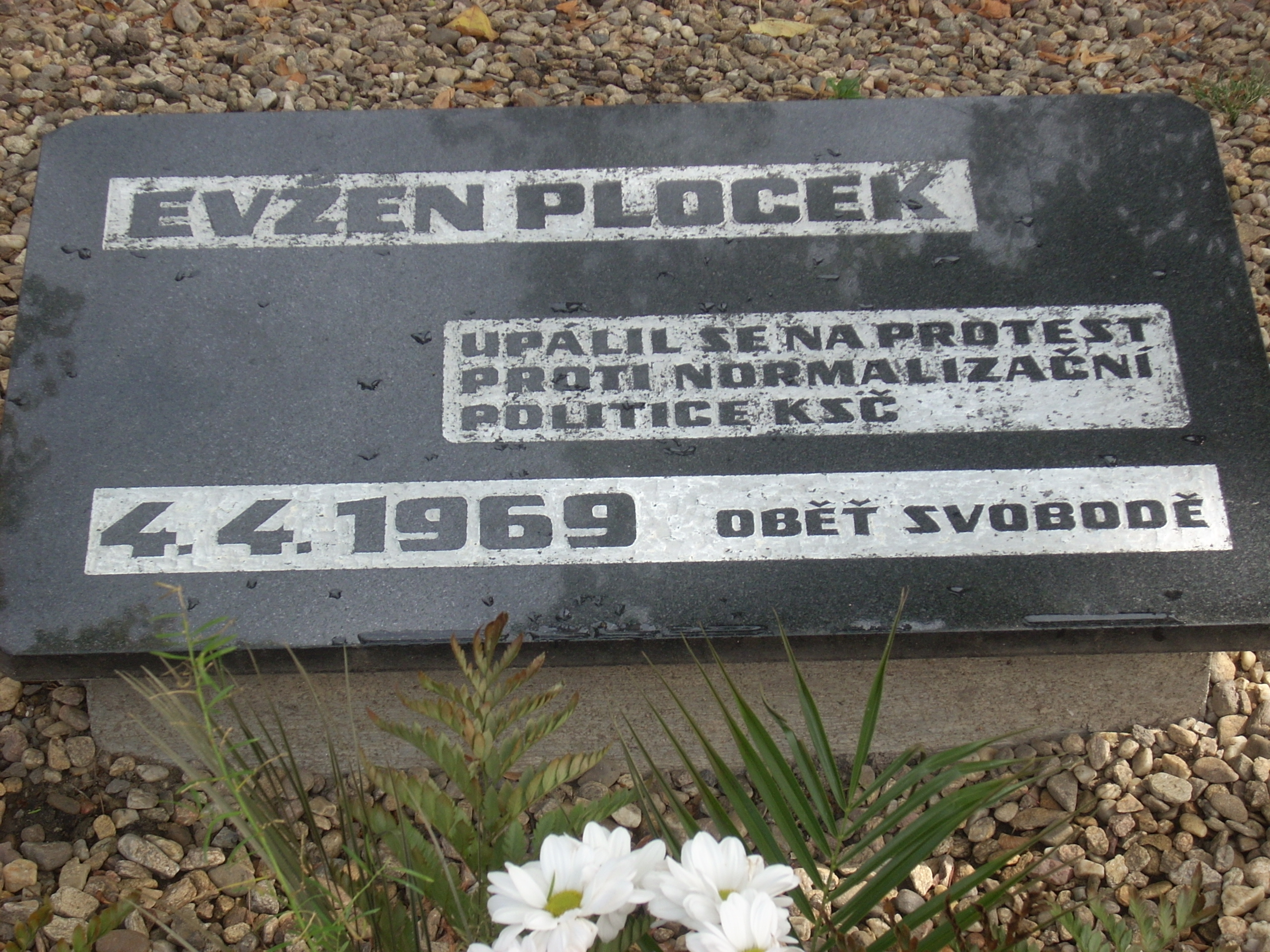
Пам'ятна дошка Євжена Плочека в Їглаві

Антиокупаційна демонстрація в Празі 1969 року

19 — 21 серпня — антиокупаційні демонстрації (переважно в Празі , Брно та Ліберці)

- 1977 рік

1 січня — Хартія 77

- 1978 рік

27 квітня — заснування Комітету захисту несправедливо притягнутих

- 1985 рік

5 липня — Крайове паломництво у Велеграді

- 1988 рік

25 березня — Демонстрація зі свічками

Петиція Ініціативи католиків щодо вирішення ситуації релігійних громадян у Чехословаччині

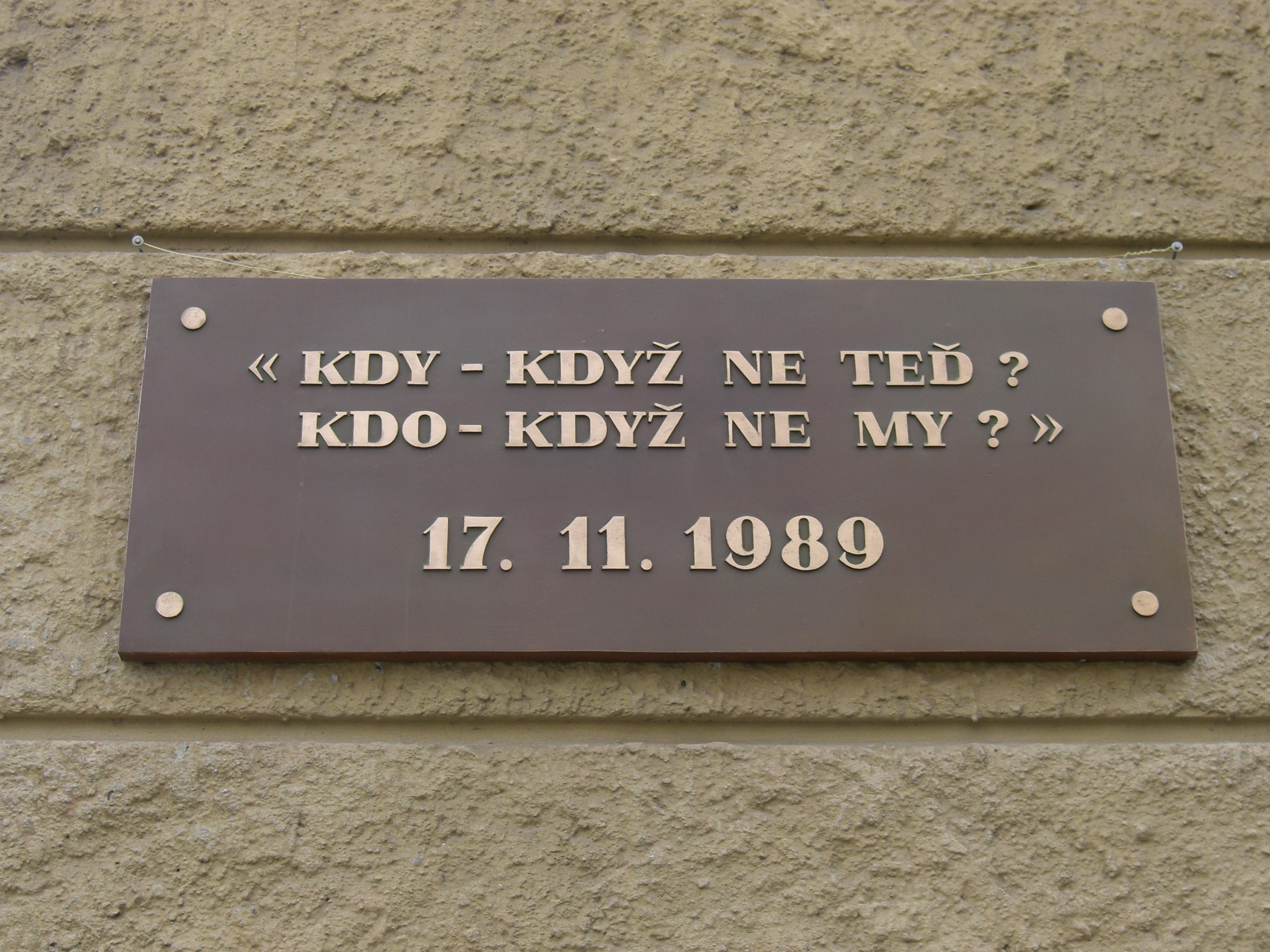
"Коли-якщо не зараз ?
Хто - як не ми ?"
17.11.1989
Меморіальна дошка. Прага

- 1989 рік

29 червня — публікація петиції «Декілька речень»

11 — 13 листопада — екологічні протести в Тепліце

17 листопада — початок Оксамитової революції